# 澳門大學呂志和書院
澳門大學呂志和書院（英文：Lui Che Woo College），創建於2014年，由吕志和管理有限公司向澳門大學發展基金會捐贈三千萬澳門元建立并冠名成立，是澳門大學十間書院之一，座落於澳門大學W22。

## 簡介
呂志和書院是由吕志和管理有限公司於2014年向澳門大學發展基金會捐贈三千萬澳門元建立并冠名成立。 

## 沿革
「澳門大學呂志和書院感謝匾揭幕禮」於2015年4月22日由呂志和博士伉儷，澳門大學校董會主席林金城博士， 以及澳門大學校長趙偉教授擔任主禮嘉賓。

## 歷任院長
| 屆次 | 姓名       | 任期                | 参考     |
| ---- | ---------- | ------------------- | -------- |
|      | 劉炯朗教授 |                     | 創院院長 |
| 1    | 葉銘泉教授 | 2014年8月-2021年7月 | [ 2 ]    |
| 2    | 藍志雄教授 | 2021年8月至今       | [ 3 ]    |

## 訪學合作
2016年6月13日，澳門大學呂志和書院院長葉銘泉教授一行來訪厦門大學博伊特勒書院。
2016年8月7日，高雄醫學大學高醫書院赴澳門大學呂志和書院交流。
2023年5月23日，呂志和書院師生前往中國甘肅蘭州大學參加“弘揚 傳承 築夢——中華優秀傳統文化心理學研習營”。
2023年10月20日，帝京大學與澳門大學呂志和書院更新合作協議。